# Hepaticites
Hepaticites, rod jetrenjarki iz razreda Jungermanniopsida, čija uža pripadnost redu i porodici još nije ustanovljena.
Postzoje 33 vrste

## Vrste
1. Hepaticites amauros T.M. Harris
2. Hepaticites arcuatus (Lindl. & Hutton) T.M. Harris
3. Hepaticites barwonii (Medwell) J.G. Douglas
4. Hepaticites discoides J.G. Douglas
5. Hepaticites elegans X.W. Wu & B.X. Li
6. Hepaticites foliatus D.D. Pant & N. Basu
7. Hepaticites haiburnensis T.M. Harris
8. Hepaticites hebeiensis X.W. Wu & B.X. Li
9. Hepaticites hepaticus Fisunenko
10. Hepaticites hymenopterus T.M. Harris
11. Hepaticites kashmiriensis K.R. Metha & Goswami
12. Hepaticites konaschovii Stanisl.
13. Hepaticites laevis T.M. Harris
14. Hepaticites langii J. Walton
15. Hepaticites lui X.W. Wu
16. Hepaticites metzgerioides J. Walton
17. Hepaticites minutus Cantrill
18. Hepaticites nidpurensis D.D. Pant & N. Basu
19. Hepaticites orientalis Kiritsjk.
20. Hepaticites pantii M.N. Bose & P.K. Pal
21. Hepaticites profusus J.G. Douglas
22. Hepaticites riccardioides D.D. Pant & N. Basu
23. Hepaticites roemeri (Racib.) Oostend.
24. Hepaticites rosenkrantzii T.M. Harris
25. Hepaticites ruffordi J. Watson
26. Hepaticites simpliciformis N. Cardoso & Iannuzzi
27. Hepaticites solenotus T.M. Harris
28. Hepaticites sukhpurensis M.N. Bose & J. Banerji
29. Hepaticites umariaensis Sh. Chandra
30. Hepaticites wonnacottii T.M. Harris
31. Hepaticites xinjiangensis X.W. Wu
32. Hepaticites yaoi X.W. Wu
33. Hepaticites zeilleri (Seward) J. Watson